# Woippy
Woippy (prononcé [vwapi]) est une commune française située dans le département de la Moselle, en région Grand Est.

## Géographie

### Localisation
La commune de Woippy prolonge l’agglomération messine vers le nord-ouest, au-delà de la rive gauche de la Moselle et de l’autoroute A31. La gare de triage de Woippy est le plus grand triage de France. Elle mesure plus de 3 kilomètres et voit passer chaque jour 10 trains.
À la sortie de la ville, sur la route de Norroy, le parc du Pâtis s'étend sur 22 ha et dispose de terrains de sports et d'un parc animalier.
De nombreux arbres ont pris racine dans les différents espaces verts de la commune depuis que la municipalité salue la naissance des Woippyciens en plantant un jeune arbre (2 300 arbres en 10 ans dans les années 2000).
La commune de Woippy est divisée en plusieurs quartiers :
- À l'ouest :
  - Château-Le Village (centre historique)
  - Le Pâtis
  - Les Côteaux
  - Le Roi
- À l'est :
  - Saint-Éloy
  - Boileau Pré-Génie
  - Sainte-Laoune
- Au centre :
  - Maisons Neuves
  - Le Ruisseau
  - Sainte-Agathe
  - Sainte-Adèle
- Au nord :
  - Bellevue
  - Saint-Rémy
- Au sud :
  - Les Quatre Bornes

### Communes limitrophes
| Norroy-le-Veneur | Maizières-lès-Metz, Hauconcourt | Argancy |
| Saulny           | Woippy                          | La Maxe |
| Lorry-lès-Metz   | Metz                            | Metz    |

### Transports

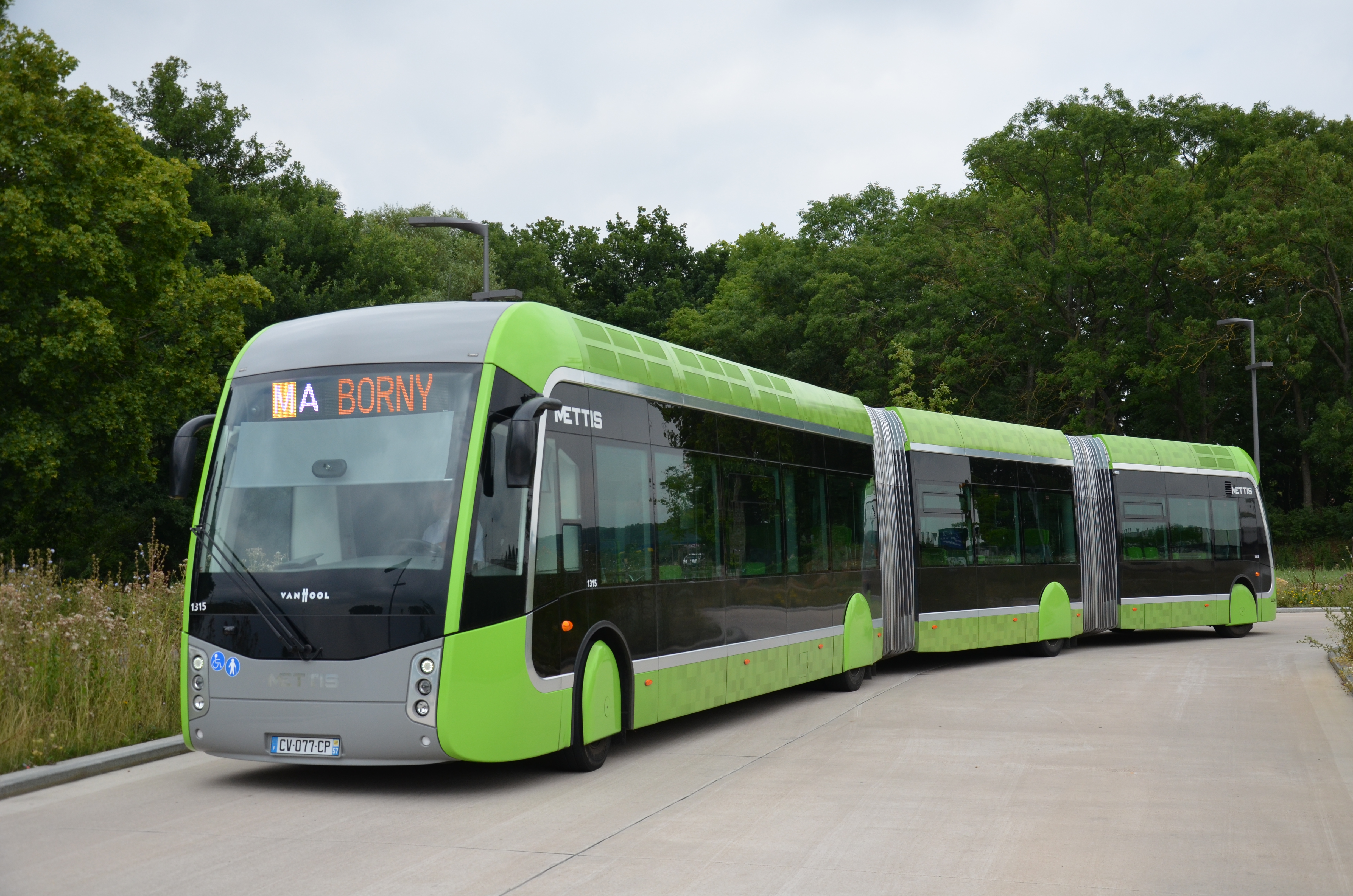
Woippy est desservie par la ligne A du METTIS.

Woippy est desservie par le réseau urbain LE MET' et les lignes « TIM » du réseau interurbain de Moselle.

#### RéseauLE MET'
- M A  : secteur Deux Fontaines
- L 3  : hôtel de ville et secteur Le Patis
- C 16  : secteur Deux Fontaines et hôtel de ville
- P 105  : secteur Bellevue (☎)
- P 110  : secteur Saint-Rémy (☎)
- P 111  : depuis et vers La Maxe avec connexion à l'arrêt Deux Fontaines (☎)
- S 297  : service scolaire reliant Saulny au collège Pierre Mendès-France

### Hydrographie
La commune est située dans le bassin versant du Rhin au sein du bassin Rhin-Meuse. Elle est drainée par le ruisseau de Saulny, le ruisseau de Feves, le ruisseau le Feigne et le ruisseau de l'Étang du Patis.
Le ruisseau de Saulny, d'une longueur totale de 11 km, prend sa source dans la commune de Saulny et se jette  dans la Moselle en limite de Metz et de La Maxe, face à Saint-Julien-lès-Metz, après avoir traversé six communes.

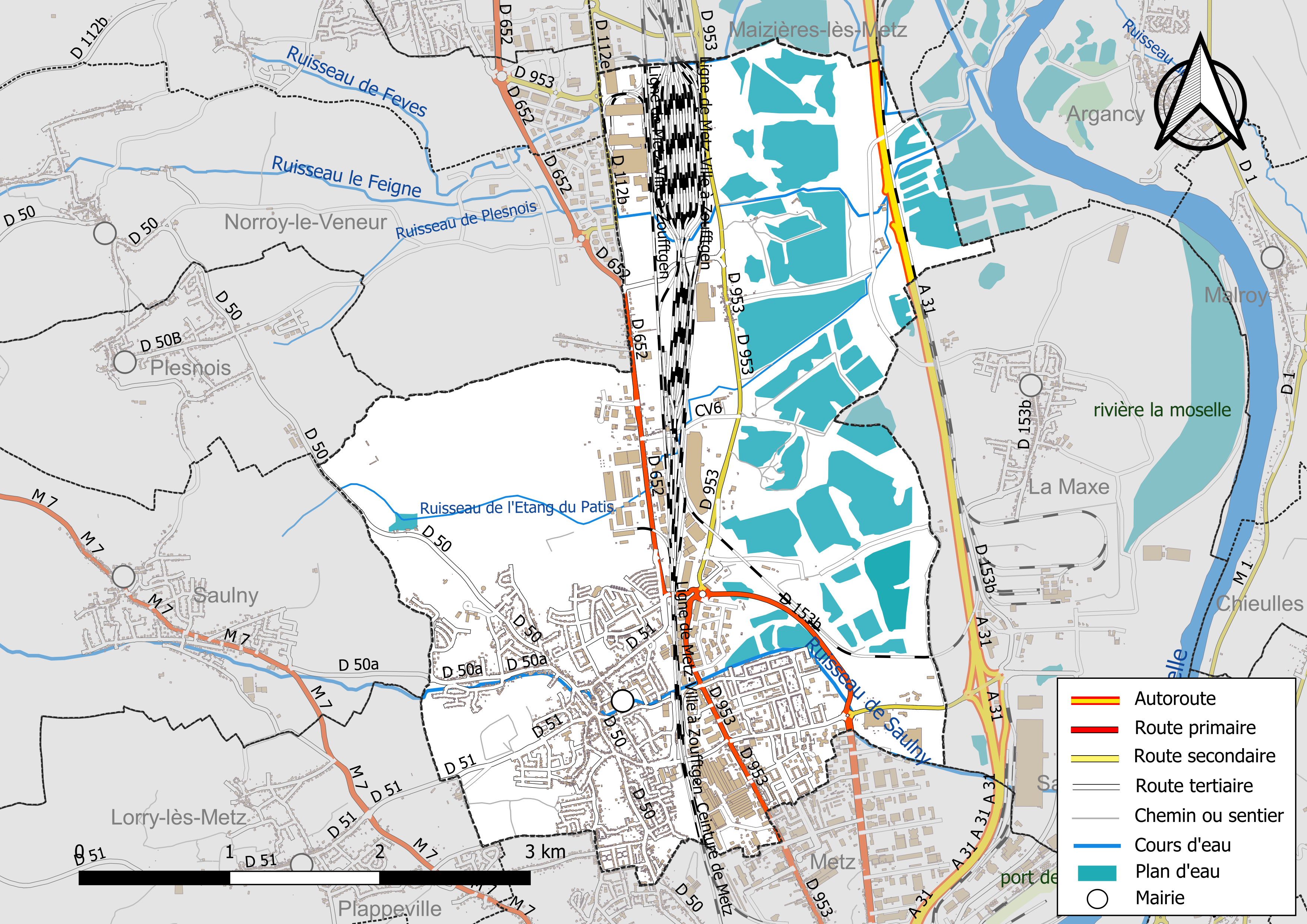
Réseaux hydrographique et routier de Woippy.

La qualité des eaux des principaux cours d’eau de la commune, notamment du ruisseau de Saulny, peut être consultée sur un site dédié géré par les agences de l’eau et l’Agence française pour la biodiversité. Ainsi en 2019, dernière année d'évaluation disponible en 2022, l'état écologique du ruisseau de Saulny était jugé moyen (jaune).

### Climat
Pour des articles plus généraux, voir Climat du Grand Est et Climat de la Moselle.
En 2010, le climat de la commune est de type climat des marges montargnardes, selon une étude du Centre national de la recherche scientifique s'appuyant sur une série de données couvrant la période 1971-2000. En 2020, Météo-France publie une typologie des climats de la France métropolitaine dans laquelle la commune est exposée à un climat semi-continental et est dans la région climatique  Lorraine, plateau de Langres, Morvan, caractérisée par un hiver rude (1,5 °C), des vents modérés et des brouillards fréquents en automne et hiver. 
Pour la période 1971-2000, la température annuelle moyenne est de 9,8 °C, avec une amplitude thermique annuelle de 16,7 °C. Le cumul annuel moyen de précipitations est de 787 mm, avec 11,8 jours de précipitations en janvier et 9,3 jours en juillet. Pour la période 1991-2020, la température moyenne annuelle observée sur la station météorologique de Météo-France la plus proche, « Metz-Frescaty », sur la commune d'Augny à 10 km à vol d'oiseau, est de 11,1 °C et le cumul annuel moyen de précipitations est de 713,5 mm. 
La température maximale relevée sur cette station est de 39,7 °C, atteinte le 25 juillet 2019 ; la température minimale est de −23,2 °C, atteinte le 17 février 1956,,. 
Les paramètres climatiques de la commune ont été estimés pour le milieu du siècle (2041-2070) selon différents scénarios d'émission de gaz à effet de serre à partir des nouvelles projections climatiques de référence DRIAS-2020. Ils sont consultables sur un site dédié publié par Météo-France en novembre 2022.

## Urbanisme

### Typologie
Au 1er janvier 2024, Woippy est catégorisée grand centre urbain, selon la nouvelle grille communale de densité à sept niveaux définie par l'Insee en 2022.
Elle appartient à l'unité urbaine de Metz, une agglomération intra-départementale regroupant 42  communes, dont elle est une commune de la banlieue,,. Par ailleurs la commune fait partie de l'aire d'attraction de Metz, dont elle est une commune du pôle principal,. Cette aire, qui regroupe 245 communes, est catégorisée dans les aires de 200 000 à moins de 700 000 habitants,.

### Occupation des sols
L'occupation des sols de la commune, telle qu'elle ressort de la base de données européenne d’occupation biophysique des sols Corine Land Cover (CLC), est marquée par l'importance des territoires artificialisés (41,8 % en 2018), en augmentation par rapport à 1990 (36,2 %). La répartition détaillée en 2018 est la suivante : 
eaux continentales (30,2 %), zones urbanisées (21,4 %), zones industrielles ou commerciales et réseaux de communication (20,4 %), zones agricoles hétérogènes (9,8 %), forêts (7,2 %), prairies (5,8 %), terres arables (4,2 %), cultures permanentes (1 %). L'évolution de l’occupation des sols de la commune et de ses infrastructures peut être observée sur les différentes représentations cartographiques du territoire : la carte de Cassini (XVIIIe siècle), la carte d'état-major (1820-1866) et les cartes ou photos aériennes de l'IGN pour la période actuelle (1950 à aujourd'hui).

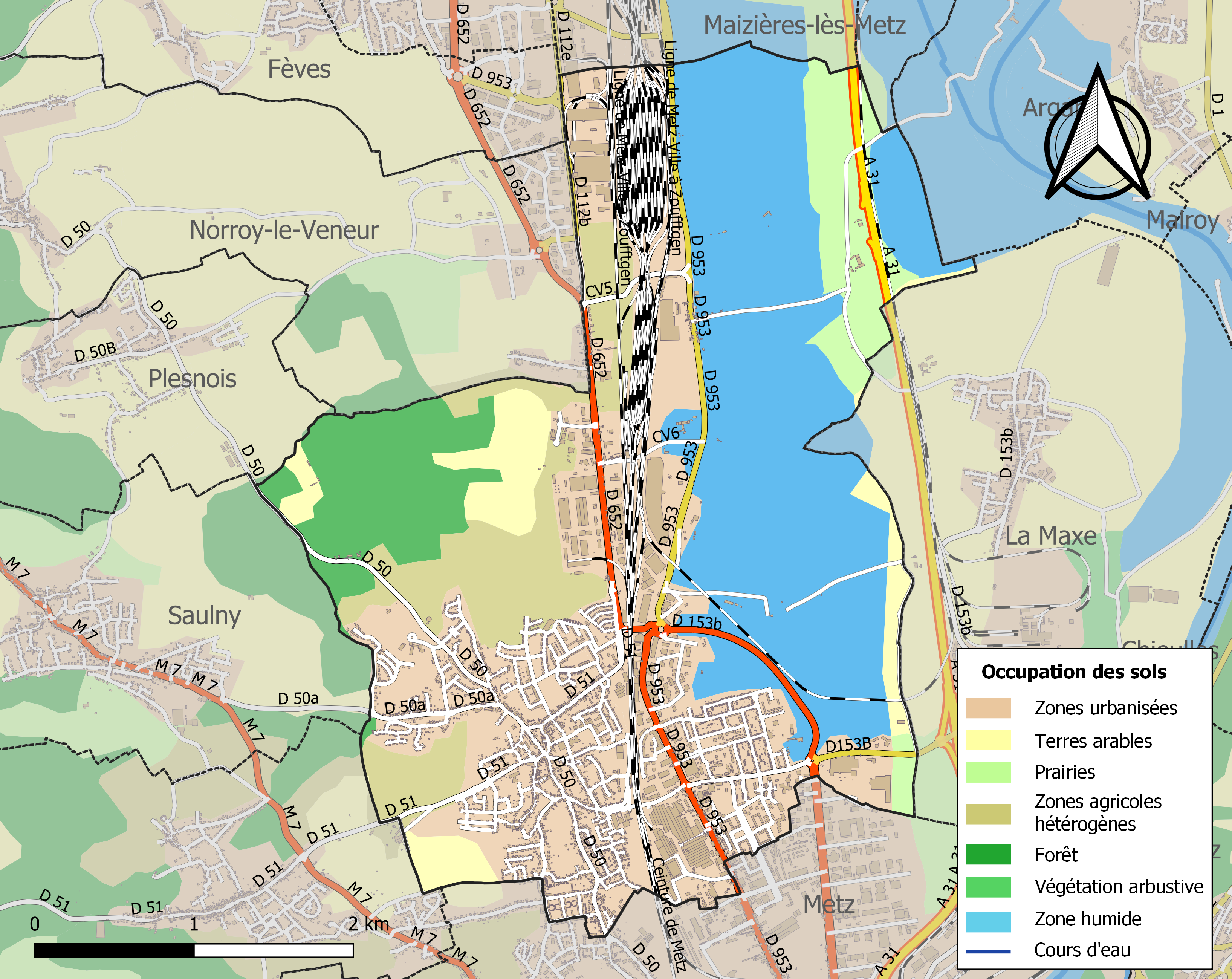
Carte des infrastructures et de l'occupation des sols de la commune en 2018 (CLC).

## Toponymie
La première mention écrite de Woippy, retranscrite Guapéio en latin médiéval, apparait dans un bref du pape Calixte II du 9 avril 1123. Les attestations sont : Waipey (1343) ; Waippey (1385) ; Wauppey, Wauppei (XVe siècle) ; Wappey (1404) ; Woippey (1404) ; Woipey (1430) ; Weppy (1500) ; Woipez, Waipey, Woipi (1513) ; Woipy (1518) ; Wapi, Wappy (1544) ; Vuoipi (XVIIe siècle) ; Vuoepy (XVIIe siècle) ; Woipy (1793) ; Woippy (1801),.
- En allemand : Wappingen (1915-1918 et 1940-1944).
- Wèpi en lorrain roman[19]. Weppech[20] ou Weppich en francique lorrain.

Il s'agit d'un type toponymique gallo-roman en -(i)acum, précédé d'un nom de personne dont le V- initial a été influencé par le germanique, d'où W-, ou d'un nom de personne germanique. Albert Dauzat et Charles Rostaing proposent le nom de personne germanique *Wappo, non attesté semble-t-il.
Le toponyme de la commune est l'objet d'un mème Internet sur Twitter. Sa consonance, vue comme enfantine, fait naître une série de comparaisons avec des dessins animés et de personnages issus de la culture populaire, y compris à travers des publications par des comptes de marques. Le mème voit le jour avec une altercation survenue le 19 avril 2022 entre deux internautes, à l'issue de laquelle l'un d'eux indique son adresse woippycienne qui attire l'attention des communautés en ligne,.

## Histoire

### Préhistoire
À l’automne 2007, le Pôle d’archéologie préventive de la communauté d'agglomération de Metz-Métropole met au jour des traces d’activités humaines datant du Néolithique et du Premier âge du fer au niveau de la ZAC des Côteaux. De nombreux objets sont retrouvés : trois outils taillés dans des galets de quartzite de la Moselle, dont un racloir, datés du Moustérien (– 50 000 ans), des outils agricoles de l’époque du Rubané (début du Néolithique, – 5300 à – 4900) et des du Néolithique moyen (– 4400 à – 4300) ; des traces de graines de céréales (orge vêtue, blé épeautre, millet commun et lentille) et de pollens d’arbres (aulne, noisetier, chêne) suggèrent l’existence d’un établissement agropastoral situé à proximité d’une forêt humide. Les vestiges, discrets, sont caractéristiques des habitats construits en matériaux périssables de l’extrême fin du Premier âge du Fer (bâtiments à quatre et à six poteaux, nombreuses structures de stockage : silos, greniers et grandes jattes semi-enterrées, fosses). Certains objets évoquent des activités artisanales : tissage (quatre fusaïoles et un peson servant au lestage des fils), poterie (5 163 tessons, soit 81 kg), mouture du grain.
D'autres sites de vestiges plus récents ont été recensés :
- Âge du bronze final (du XIIe au IXe siècle av. J.-C.) avenue de Thionville et au lieu-dit Saint-Vincent ;
- Premier âge du fer (VIIIe – VIIe siècle av. J.-C. au Barreau de La Maxe et aux Grandes Tapes ;
- Second âge du fer (à partir du VIe siècle av. J.-C.) pour la nécropole de Saint-Vincent et Bellevue ;
- Époque gallo-romaine pour les vestiges d’une villa à Saint-Vincent ;
- Époque mérovingienne aux Grandes Tapes.

La fondation de Woippy remonte vraisemblablement à l’époque gallo-romaine, autour d’un domaine agricole à proximité de la voie romaine menant à Trèves.

### Moyen Âge

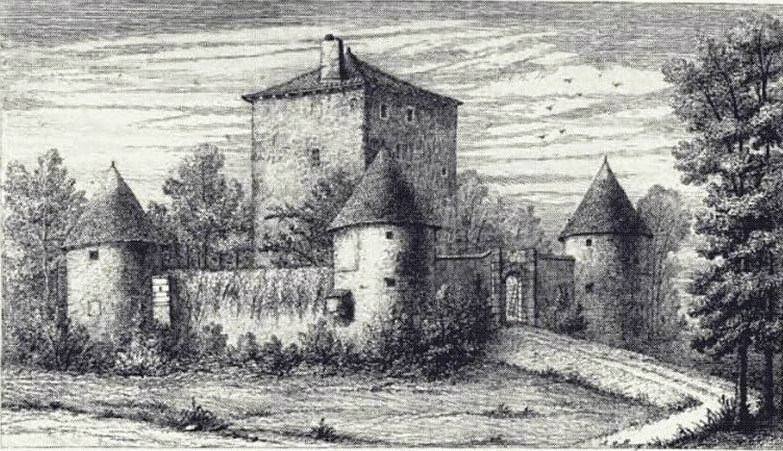
Gravure du château de Woippy.

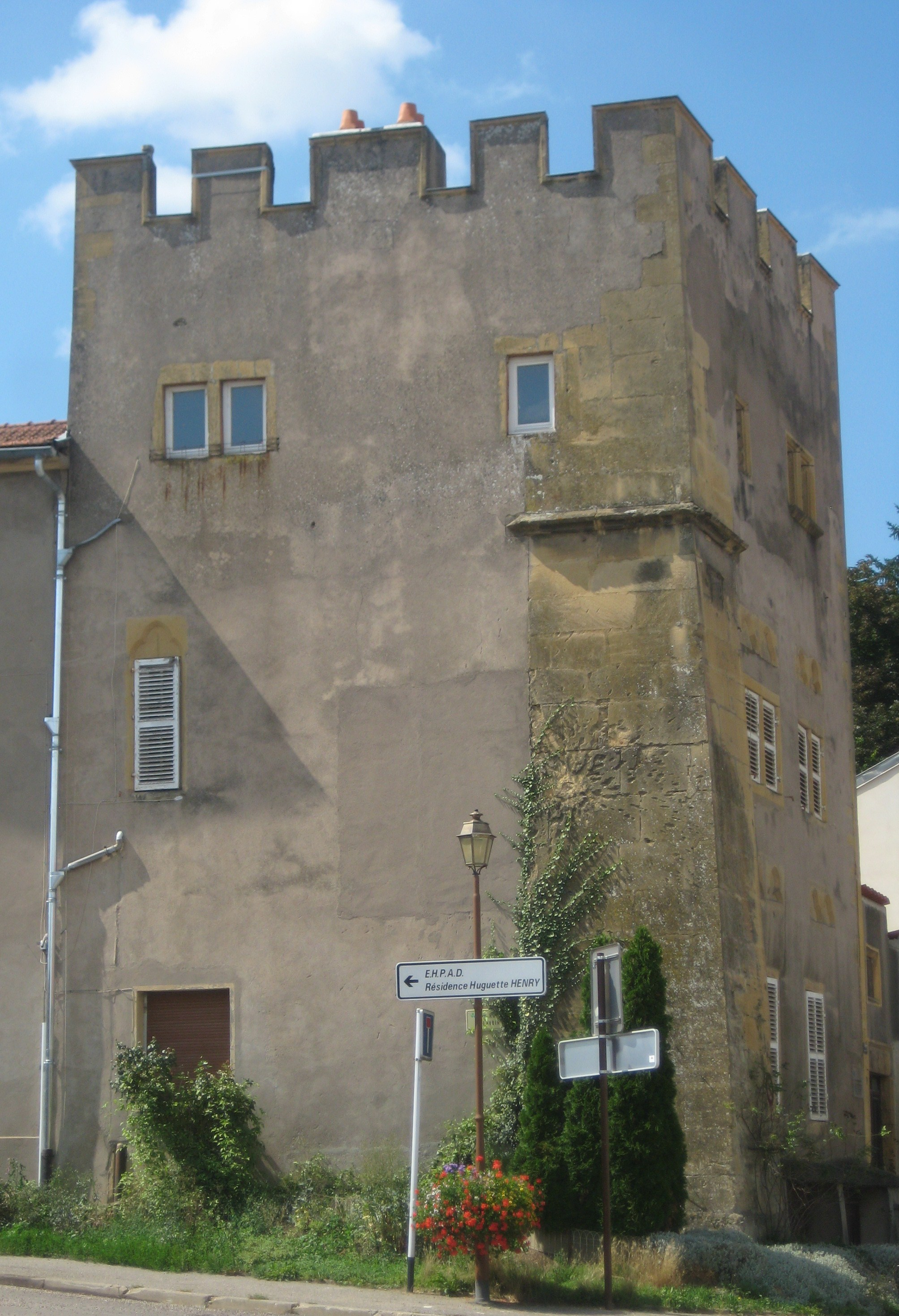
Haute-Maison de Cléry.

Woippy devient terre d’Église avant l’an mil : le texte de 1123 confirme que les revenus vont au trésorier de la cathédrale de Metz.
Aux XIVe et XVe siècles, l'ensemble du Pays messin est fréquemment le théâtre de guerres opposant Metz aux principautés voisines, notamment le duché de Lorraine : la position de Woippy, près de la cité messine, lui vaut d’être à plusieurs reprises attaquée, pillée, brûlée, rançonnée ou incendiée par les attaquants : en 1324 lors de la Guerre des quatre seigneurs, en 1444 lors du siège de Metz par le duc René d'Anjou et le roi de France Charles VII, en 1475 lors de l'incursion du duc René II de Vaudémont.
Le village compte 100 à 150 habitants en 1404.
Le trésorier Pierre de Accolas résigne sa charge en 1511. Le village passe sous la tutelle du Chapitre de la cathédrale de Metz jusqu'à la Révolution. L’administration est donnée à un chanoine prévôt. Pour protéger le village et matérialiser sa tutelle, le Chapitre fait construire le château rue de Briey et la Haute maison rue de l'Église. Les deux existent encore de nos jours ayant échappé à la destruction des bâtiments proches de Metz sur ordre du duc François de Guise lors du siège de Metz de 1552 par l'empereur Charles Quint.

### Époque contemporaine
En 1810, le village de Ladonchamps est rattaché à la commune.
En 1817, Woippy, village de l’ancien pays des Trois-Évêchés sur le ruisseau de Woippy avait pour annexes les villages de Ladonchamps, les fermes des grandes et petites Trappes, Saint-Rémy, Sainte-Agathe et les auberges de la Maison-Neuve et de la Maison-Rouge. Il y avait 676 habitants répartis dans 92 foyers. Thury (grande et petite) avait 161 habitants, répartis dans 33 maisons. Il y avait 115 habitants à Ladonchamps, répartis dans 24 maisons.

#### Guerre de 1870
Pendant la guerre franco-prussienne de 1870, le 18 septembre 1870, lors d'une corvée de bois effectuée, par le 3e régiment de voltigeurs, dans le bois de Woippy, un accrochage eut lieu avec les troupes allemandes. Cet épisode est connu sous le nom d'« affaire du bois de Woippy ».
Le 4 octobre 1870, le général Émile Armand Gibon s’empara momentanément du château de Ladonchamps, propriété de la famille Lefèbvre de Ladonchamps. Blessé à la bataille de Bellevue, lors de la contre-attaque prussienne du 7 octobre 1870, il décéda des suites de ses blessures et fut inhumé dans le cimetière de Woippy,.
Comme les autres communes de Moselle, la commune de Woippy est annexée à l’Empire allemand de 1871 à 1919.

#### Première Guerre mondiale
Lorsque la Première Guerre mondiale éclate, les Mosellans se battent loyalement pour l’Empire allemand. Beaucoup de jeunes gens tomberont au champ d'honneur sous l’uniforme allemand, sur le Front de l’Est, mais aussi à l’Ouest. Le 11 novembre 1918, les Woippyciens accueillent avec joie la fin des hostilités et la paix retrouvée. La commune et le département de la Moselle sont réintégrés à la France après le Traité de Versailles, ratifié par l'Allemagne le 10 janvier 1920. Wappingen redevient Woippy.

#### Seconde Guerre mondiale
Woippy est de nouveau annexée à l'Allemagne, cette fois de facto, de 1940 à 1944. Lors de cette seconde annexion, le 1er avril 1941, la commune de Woippy rebaptisée Wappingen intègre le district urbain de Metz, ou "Stadtkreis Metz". En septembre 1943, un camp de répression est installé à proximité, point de départ de nombreuses déportations. Le complexe des établissements Hobus-Werke, situé sur le ban de Saint-Rémi, fabrique alors des pièces mécaniques pour le IIIe Reich, et emploie des prisonniers de guerre soviétiques, notamment ukrainiens, mais aussi des résistants mosellans, internés à titre de représailles. Ce complexe industriel, ainsi que le dépôt des essences de la base de Frescaty, furent lourdement bombardés en 1944 par l'aviation américaine, faisant d'énormes dégâts collatéraux. Le château de Ladonchamps fut ainsi malencontreusement atteint et complètement incendié en novembre 1944 : gênés par les tirs de la Flak allemande, les bombardiers alliés avaient en effet largué leurs bombes à trop haute altitude et le bombardement ne fut pas suffisamment précis. Le château ne sera jamais reconstruit. Cet événement, tragique pour les populations civiles, marqua profondément les mémoires des habitants de Metz et de Woippy. Dès la Libération, il est sorti un film sur la résistance messine, Le Père tranquille, faisant naître une polémique à ce sujet.
Au plus fort de la bataille de Metz, le 377e Infantry Regiment de la 95e division américaine, partie de Maizières-lès-Metz, entre dans Woippy, le 15 novembre 1944. Face à eux, des hommes du 1515e Grenadier-Regiment "Stössel" de la 462e Volks-Grenadier-Division, renforcés par une compagnie de réserve du 38e SS-Panzergrenadier Regiment, opposent une résistance farouche. Ces combats de harcèlement se poursuivent dans la commune toute la journée du 16 novembre 1944. Dans la nuit du 16 au 17 novembre 1944, sous la pression des 377e et 378e régiments américains, les grenadiers allemands finissent par se replier en désordre sur Metz, abandonnant sur place, pièces d'artillerie, camions, stocks d’armement et mourants. Malgré la pugnacité des derniers combattants de la 462e Volks-Grenadier-Division qui s'accrochent dans les quartiers nord, la commune de Woippy est libérée par le 377e régiment de la 95e Infantry Division de l'armée Patton le 21 novembre 1944, à la fin de la bataille de Metz, mettant ainsi fin à quatre années de souffrance. La commune, ayant souffert des bombardements américains, fut citée à l'ordre de la Nation en octobre 1948 et reçut la Croix de guerre 1939-1945, avec étoile d'argent, le 12 juin 1949.
La commune s'est beaucoup développée après la Seconde Guerre mondiale.
Une association d’historiens et amateurs d’histoire locale nommée société d’histoire de Woippy est créée en mai 1988. Elle publie plusieurs ouvrages et organise des colloques centrés sur l’histoire et le patrimoine de la commune et ses alentours. Un sentier historique composé de six étapes est initié en 2000 par la société d'histoire de Woippy et invite à découvrir le patrimoine de la ville. La commune adhère à la communauté d’agglomération de Metz Métropole dès sa création le 1er janvier 2002. Les quartiers de Saint-Éloi, Pré Génie sont des zones franches urbaines depuis le 1er janvier 2004. Depuis 2004, la commune possède sa chaîne de télévision locale.
Séquelles de guerre : environ 17 tonnes d'armes chimiques (bombes ou obus non explosés au phosgène, à l'ypérite et d'autres composants, datant de la Première Guerre mondiale) étaient stockées dans l'enceinte du fort Déroulède (route de Lorry), sous le contrôle de la préfecture de la Moselle. À la suite d'une décision de 1971, ce dépôt a été déclaré en 1997 à l'organisation pour l'interdiction des armes chimiques qui siège à La Haye. Ces armes devaient y être stockées jusqu'à la réalisation prévue en 2007 d'une usine de démantèlement d'armes chimiques. À la suite des inquiétudes des élus et riverains, le transfert d'une partie des armes chimiques a été annoncé par le gouvernement en 2001, et ce dépôt a finalement été déménagé à Suippes, en attente du démantèlement de ces munitions par l’usine SECOIA. Selon le conseil municipal, il ne restait plus d'obus chimiques sur le site mi-décembre 2002, les obus chimiques ont été transportés à Suippes, et les autres dits conventionnels à Ressaincourt.

## Politique et administration

### Tendances politiques et résultats
Avec 60,31% des voix au 2d tour de la présidentielle à Woippy, Emmanuel Macron (En Marche!) arrive à la première place. En deuxième position, Marine Le Pen (FN) recueille quant à elle 39,69% des voix.
Sur l'ensemble des électeurs, 5,02% ont voté blanc.
Le taux de participation enregistré est de 69,32% pour ce 2e tour à Woippy. Ce résultat est plus faible qu'au 1er tour de l'élection (71,51%). Enfin, c'est un résultat plus faible que celui du 2d tour de l'élection présidentielle de 2012 (75,57%).

### Liste des maires
| Période                                  | Période          | Identité                       | Étiquette       | Qualité |
| ---------------------------------------- | ---------------- | ------------------------------ | --------------- | --- |
| 1931                                     | 1947             | Paul Séchehaye (1893-1975)     |                 | |
| octobre 1947                             | mars 1959        | Ferdinand Jungling (1901-1967) |                 | |
| mars 1959                                | 1976 (décès)     | André Debs                     |                 | Directeur commercial |
| 1977                                     | 1998 (démission) | Sébastien Cansell              | PS              | Directeur d'établissement social retraité |
| 1998                                     | mars 2001        | Jérôme Prache                  | DVG ex-PS       | Ingénieur |
| mars 2001                                | octobre 2017     | François Grosdidier            | RPR puis UMP-LR | Fonctionnaire territorial Sénateur de la Moselle (depuis 2011) Député de la 1re circonscription de la Moselle (2002 → 2011) Conseiller régional de Lorraine (1992 → 2004) Vice-président du conseil régional de Lorraine (1992 → 2004) |
| octobre 2017                             | En cours         | Cédric Gouth                   | DVC             | Directeur commercial |
| Les données manquantes sont à compléter. |                  |                                |                 | |

### Garnison
Le camp militaire de Woippy est construit dans les années 1930, dans le cadre de la ligne Maginot. Il était alors utilisé par le génie militaire. Après la Seconde Guerre mondiale, le camp est utilisé par la Société nationale de vente des surplus (SNVS). L'US Army s'y installe en 1952. Le camp devient un centre de ravitaillement pour les troupes américaines basées en Europe. Agrandi et modernisé, il approvisionne la 7e armée américaine stationnée en Allemagne et en France, l’aviation ainsi que les unités canadiennes. Les Américains quittent Woippy en 1963 et le camp est remis au service des Domaines en 1964.
Le camp de Woippy devient une annexe de l'établissement régional du matériel de Metz-Devant-les-Ponts en 1967. En 1968, un accord entre la ville de Metz et l'Armée de terre prévoit la libération des emprises en ville de l'établissement régional du matériel et son installation au camp de Woippy. Des bâtiments neufs sont construits entre 1986 et 1991 et le camp prend le nom d'établissement Colonel Clerc.
À partir de 1992, un groupement d’instruction de maintenance Hadès est également présent sur le site.
En 1994, l'établissement régional du matériel (ERM) prend l’appellation d’établissement du matériel (ETAMAT).
En 1999, le 9e régiment du matériel (9e RMAT) succède à l'établissement du matériel. Le 9e RMAT est dissous en 2005, il est relevé par le 1er régiment du matériel (1er RMAT).
Après la dissolution du 1er RMAT en 2011, le site de Woippy devient un détachement du 8e régiment du matériel (8e RMAT).
Depuis le 1er août 2017, le détachement de Woippy est rattaché au 6e régiment du matériel (6e RMAT).

## Démographie
L'évolution du nombre d'habitants est connue à travers les recensements de la population effectués dans la commune depuis 1793. Pour les communes de plus de 10 000 habitants les recensements ont lieu chaque année à la suite d'une enquête par sondage auprès d'un échantillon d'adresses représentant 8 % de leurs logements, contrairement aux autres communes qui ont un recensement réel tous les cinq ans,.

En 2022, la commune comptait 14 394 habitants, en évolution de +2,06 % par rapport à 2016 (Moselle : +0,52 %, France hors Mayotte : +2,11 %).
| 1793 | 1800 | 1806 | 1821  | 1836  | 1841  | 1861  | 1866  | 1871  |
| ---- | ---- | ---- | ----- | ----- | ----- | ----- | ----- | ----- |
| 593  | 661  | 640  | 1 081 | 1 178 | 1 253 | 1 445 | 1 443 | 1 054 |

| 1875  | 1880  | 1885  | 1890  | 1895  | 1900  | 1905  | 1910  | 1921  |
| ----- | ----- | ----- | ----- | ----- | ----- | ----- | ----- | ----- |
| 1 084 | 1 210 | 1 219 | 1 267 | 1 261 | 1 326 | 1 507 | 1 448 | 1 424 |

| 1926  | 1931  | 1936  | 1946  | 1954  | 1962  | 1968  | 1975   | 1982   |
| ----- | ----- | ----- | ----- | ----- | ----- | ----- | ------ | ------ |
| 1 532 | 1 759 | 1 859 | 2 024 | 2 945 | 4 073 | 9 142 | 13 393 | 13 816 |

| 1990   | 1999   | 2006   | 2011   | 2016   | 2021   | 2022   | - | - |
| ------ | ------ | ------ | ------ | ------ | ------ | ------ | - | - |
| 14 325 | 13 755 | 13 242 | 13 079 | 14 103 | 14 302 | 14 394 | - | - |

## Économie
Dans la seconde moitié du XXe siècle la commune était renommée pour une importante culture de fraises.

## Vie locale

### Enseignement
- Six écoles maternelles : Jeunes sourires, le Train du roi, les Rossignols, la Cerisaie, les Coccinelles et les Libellules ;
- Cinq écoles primaires : Pierre-et-Marie-Curie, Paul-Verlaine, Jacques-Prévert, Jacques-Yves-Cousteau et Saint-Exupéry ;
- Deux collèges : Jules-Ferry et Pierre-Mendès-France.

### Sécurité
La ville de Woippy dispose d'une police municipale armée.

### Associations
Woippy possède 78 associations culturelles, socioculturelles, sportives, patriotiques et autres.

## Culture locale et patrimoine

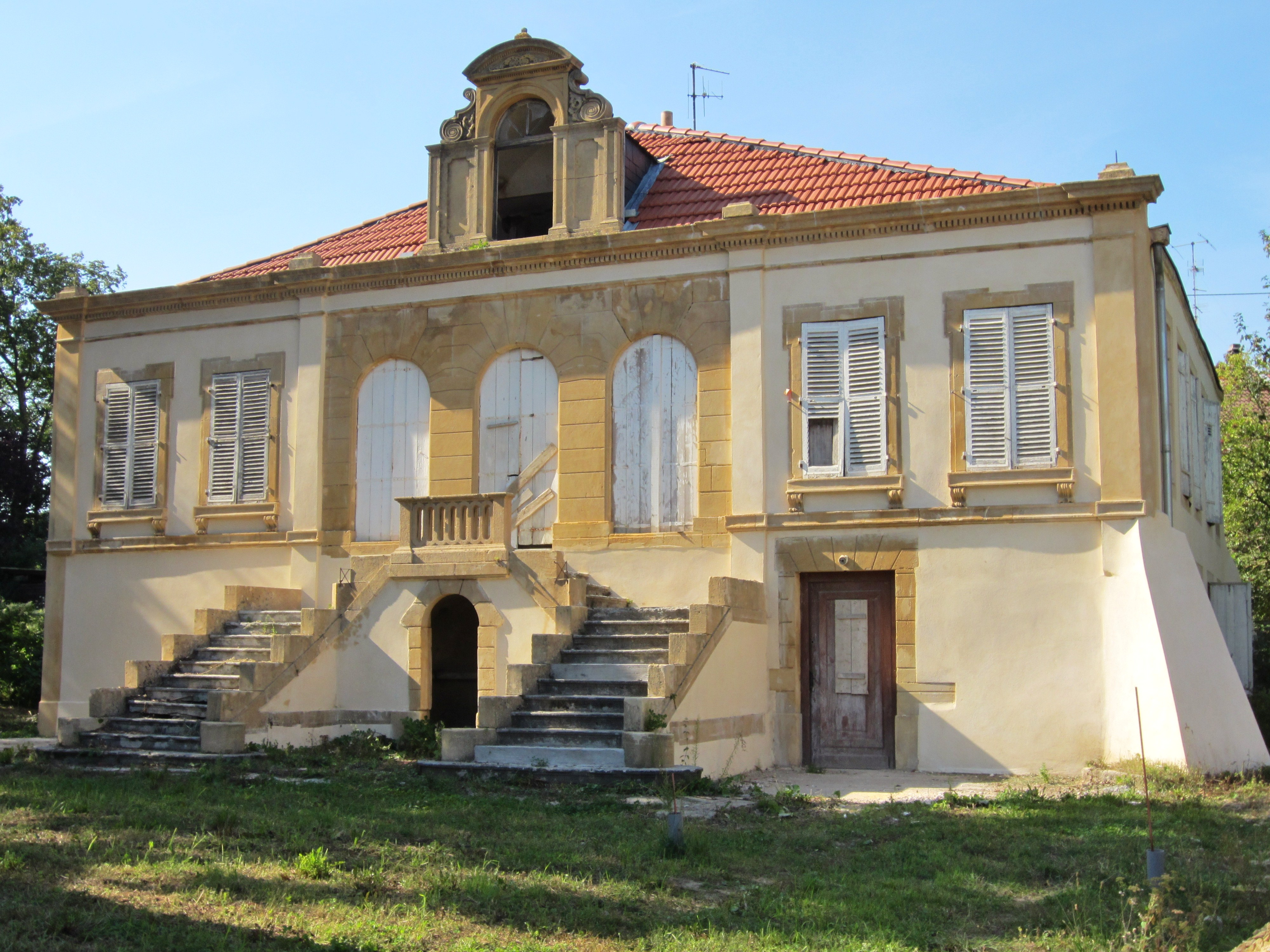
Le Rucher.

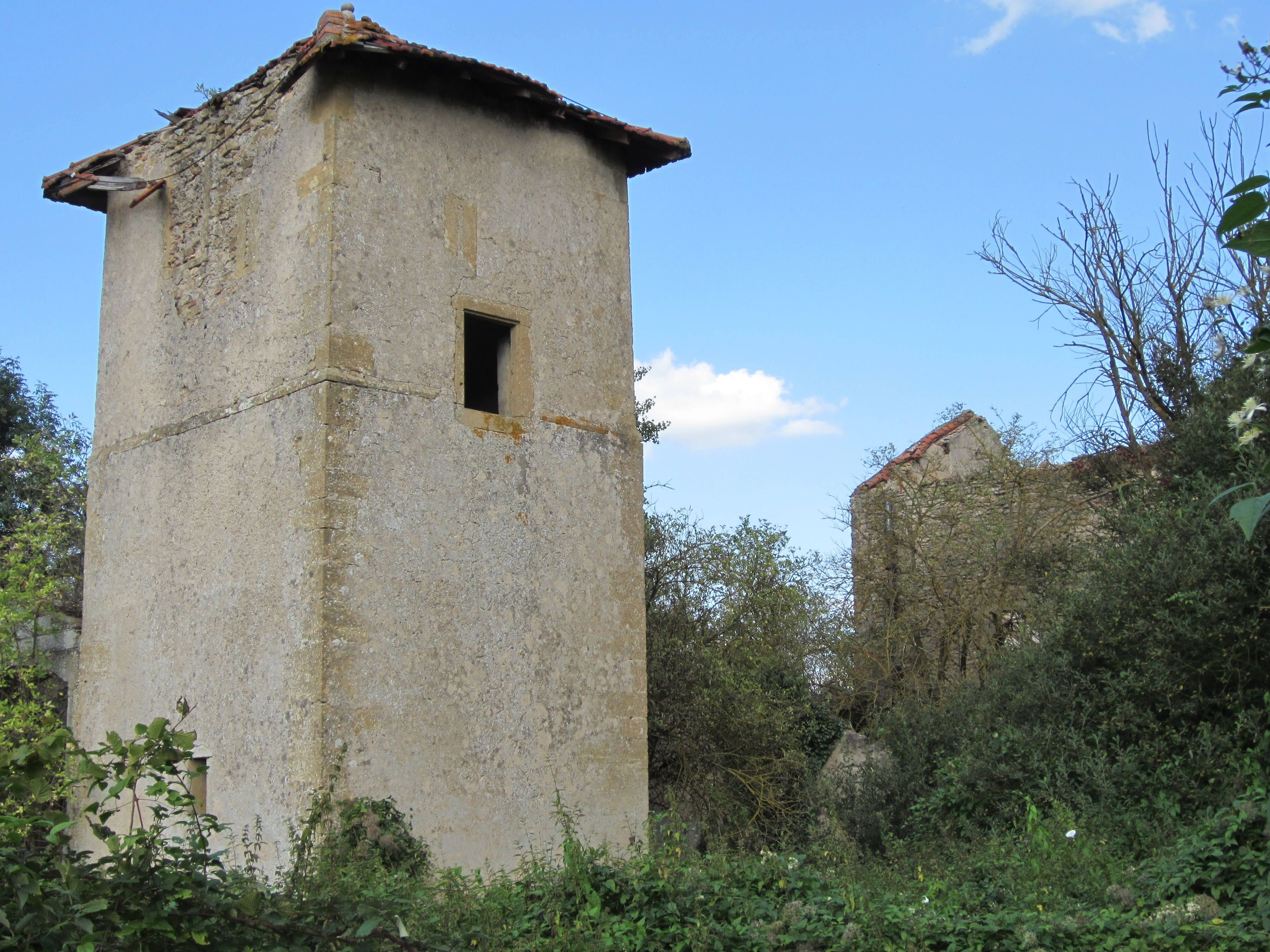
Vestiges des Grandes Tappes.

### Lieux et monuments
- Passage de la voie romaine Metz-Trèves ;
- Château de Woippy XIIIe-XIVe siècle, remanié XVIe siècle (IMH) : mur d’enceinte, donjon carré, quatre tours d’angle à toit conique[43], propriété de la famille Séchehaye dans les années 1930[44] ;
- Château de Ladonchamps, XIVe siècle, avec chapelle castrale construite en 1729, restauré XIXe siècle ; attaqué au moment du siège de Metz en 1444, démantelé en 1552 sur ordres du duc de Guise, à nouveau assailli quelques années plus tard et fort maltraité ; transformé en une élégante demeure au XVIIIe siècle, incendié en 1944 lors de la bataille de Metz, il fut rasé peu après, sauf la chapelle[45] ;
- Haute-Maison de Cléry, XVe siècle, donjon de quatorze mètres ;
- Ancien château Saint-Éloy, comportant ferme et château détruits une première fois en 1552, brûlé par les Thionvillois en 1638 ; à son emplacement se trouve aujourd’hui une grande surface ;
- Le Rucher, maison seigneuriale avec chapelle bâtie au milieu du XIXe siècle par le père de l'historien René Paquet, entourée de fossés et d'un vaste parc ; elle était considérée comme l'une des plus belles villas du Pays messin ; remplacé vers 1849 par une grande maison bourgeoise, elle abrita en septembre-octobre 1870 le quartier général du général Gibon qui y meurt des suites de ses blessures le 19 octobre[44], aujourd’hui à l’abandon ;
- Ferme fortifiée des Grandes Tappes : portait d’entrée, deux fenêtres gothiques ;
- Ferme des Petites Tappes ;
- Maison de Saint-Éloy XVIIIe siècle ;
- Maison de Biche, presbytère de Woippy depuis 1893 ;
- Première gare de Woippy, construite en 1901 à l'extrémité de l'actuelle rue Henry de Ladonchamps[44] ;
- Seconde gare de Woippy, construite en 1908, permet le transport des fraises vers l'Allemagne[44] ;
- Camp de Woippy
- Comité de sélection de Woippy

#### Édifices religieux
- Église Saint-Étienne néo-gothique construite entre 1848 et 1850 (don de Mlle Rose Marcus) pour remplacer l'ancienne église du XIVe siècle située dans le cimetière, et qui menaçait ruine. Le 21 janvier 2023, un nouvel autel, rénové par le tailleur de pierres kédangeois Pierre Sommen, y est consacré par Philippe Ballot[46].
- Presbytère (ancienne maison de Biche) ;
- Grotte de Lourdes ;
- Chapelle Sainte-Agathe XVe siècle, détruite en 1980 ;
- Chapelle de la Nativité-de-la-Très-Sainte-Vierge-Marie : cette chapelle de style Renaissance est ce qui reste du domaine de Ladonchamps. L'héritier des marquis de Ladonchamps met celle-ci à la disposition de la fraternité sacerdotale Saint-Pie-X pour ses messes dominicales. Ce dernier accompagne souvent ces offices en tenant l'orgue ;
- Chapelle Saint-Éloy.
- Chapelle Sainte-Bernadette aux Quatre Bornes ; elle est partagée entre Metz et Woippy[47].
- Mosquée.

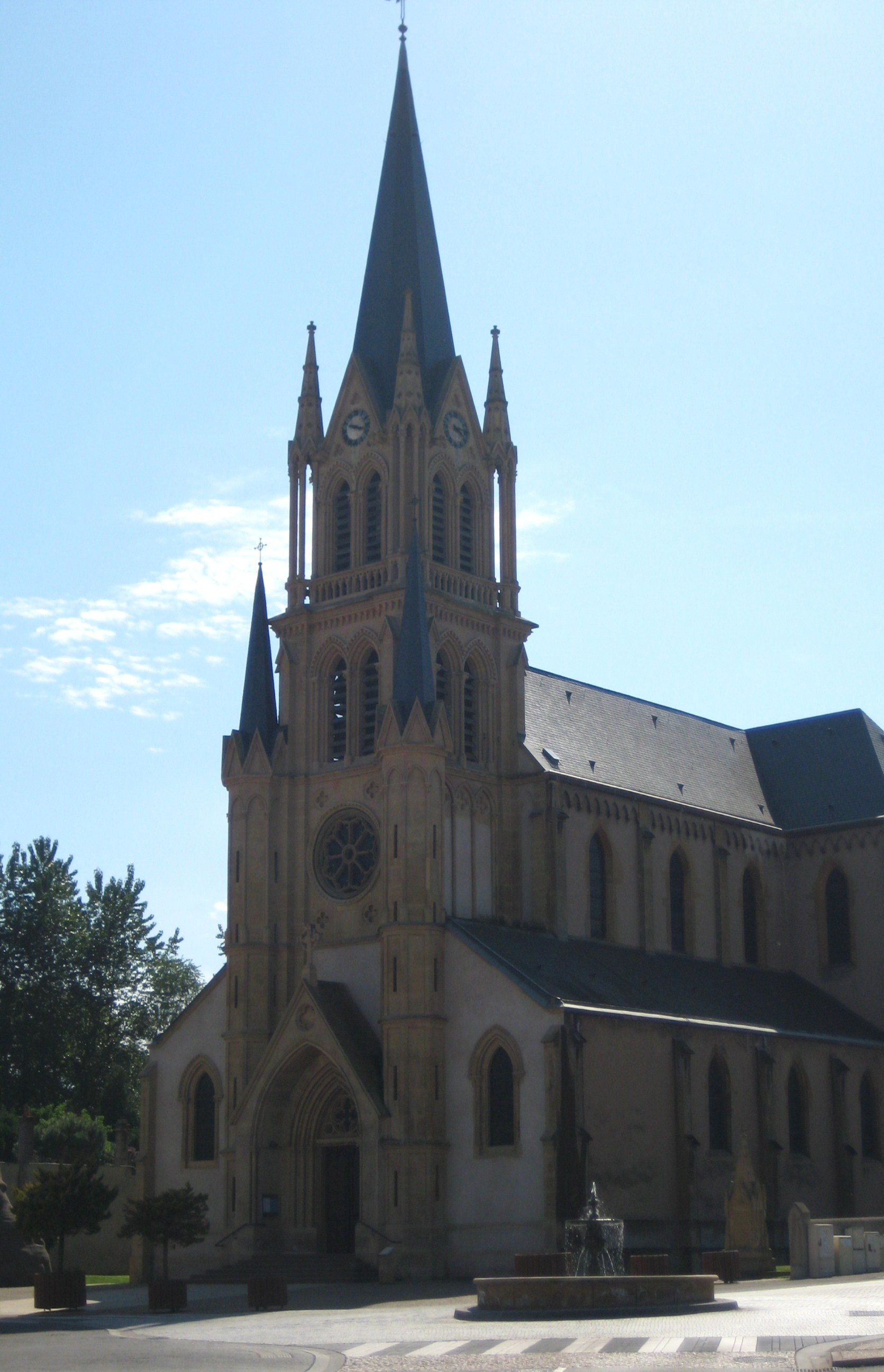
Église Saint-Étienne de Woippy.
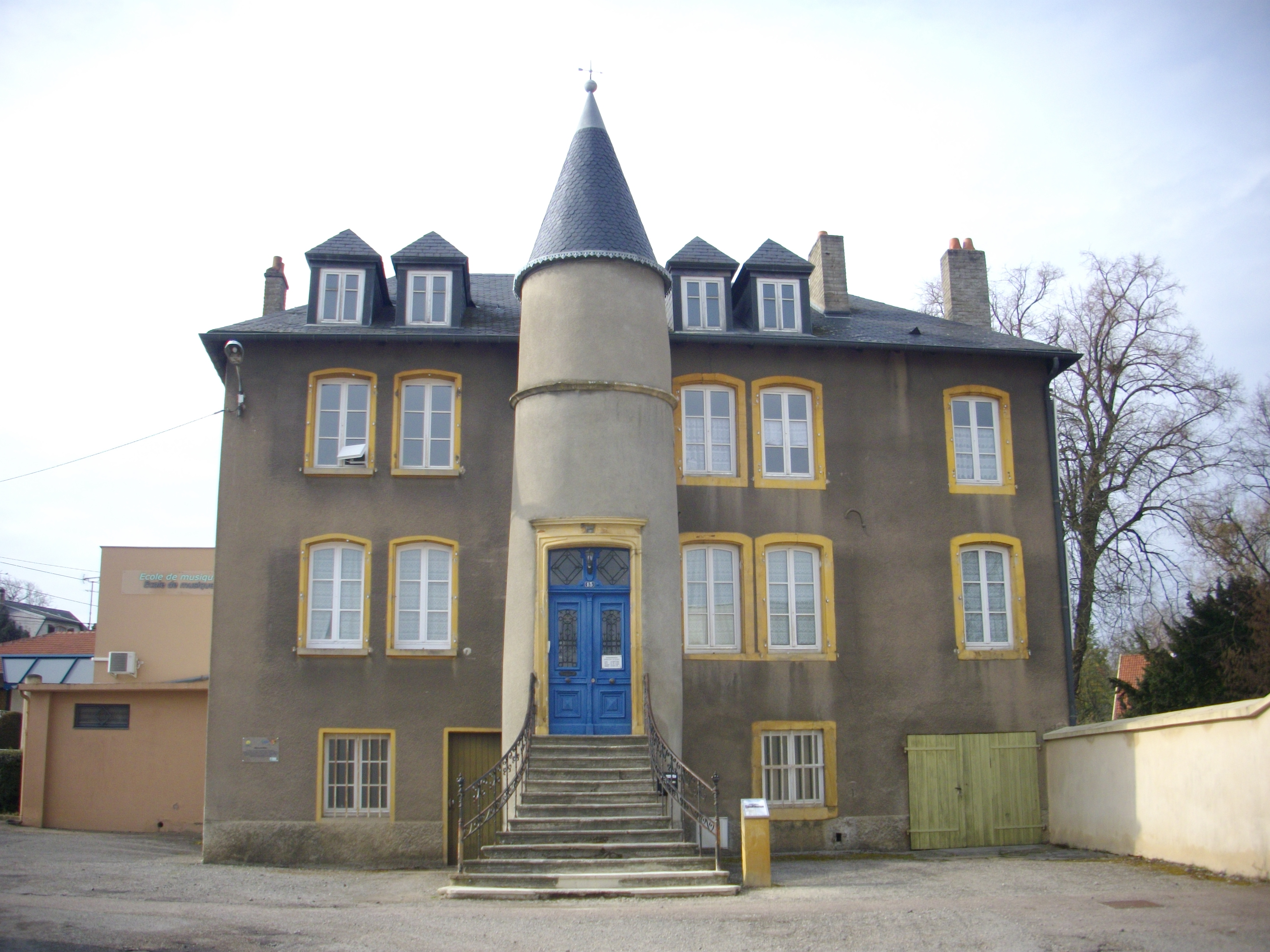
Presbytère, anciennement maison de Biche.
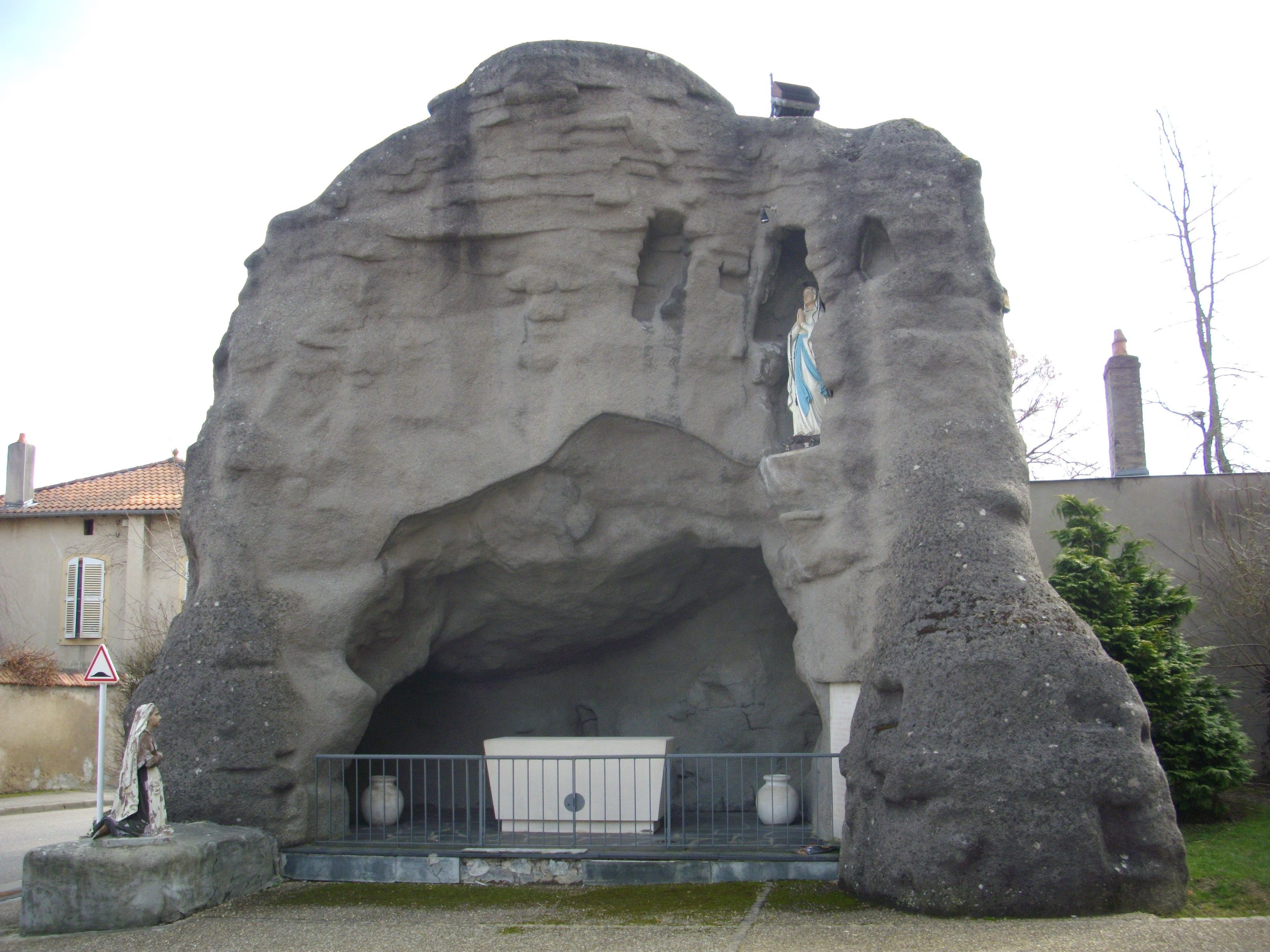
Grotte de Lourdes.
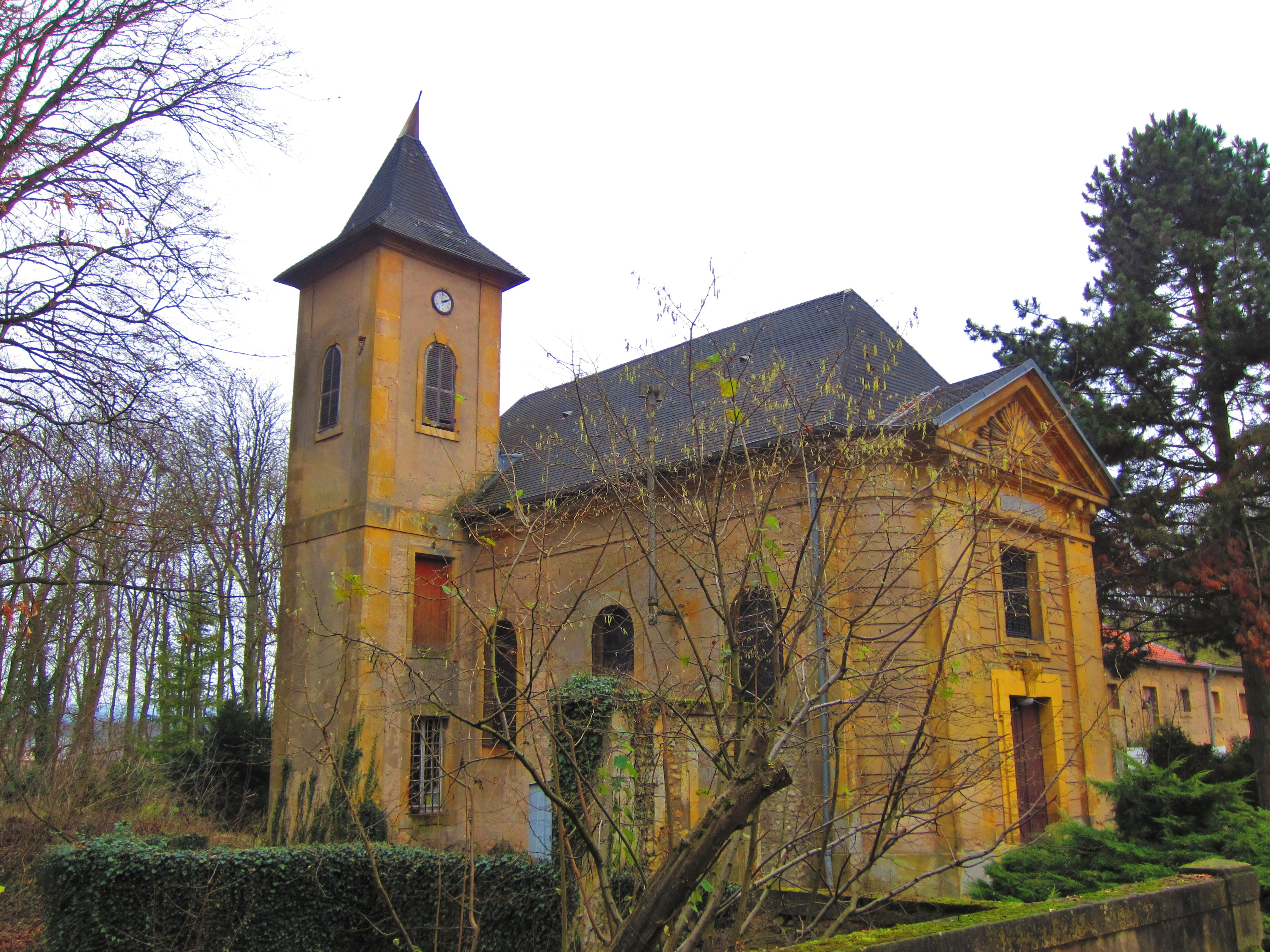
Chapelle de la Nativité-de-la-Très-Sainte-Vierge-Marie.
Chapelle Saint-Éloy.
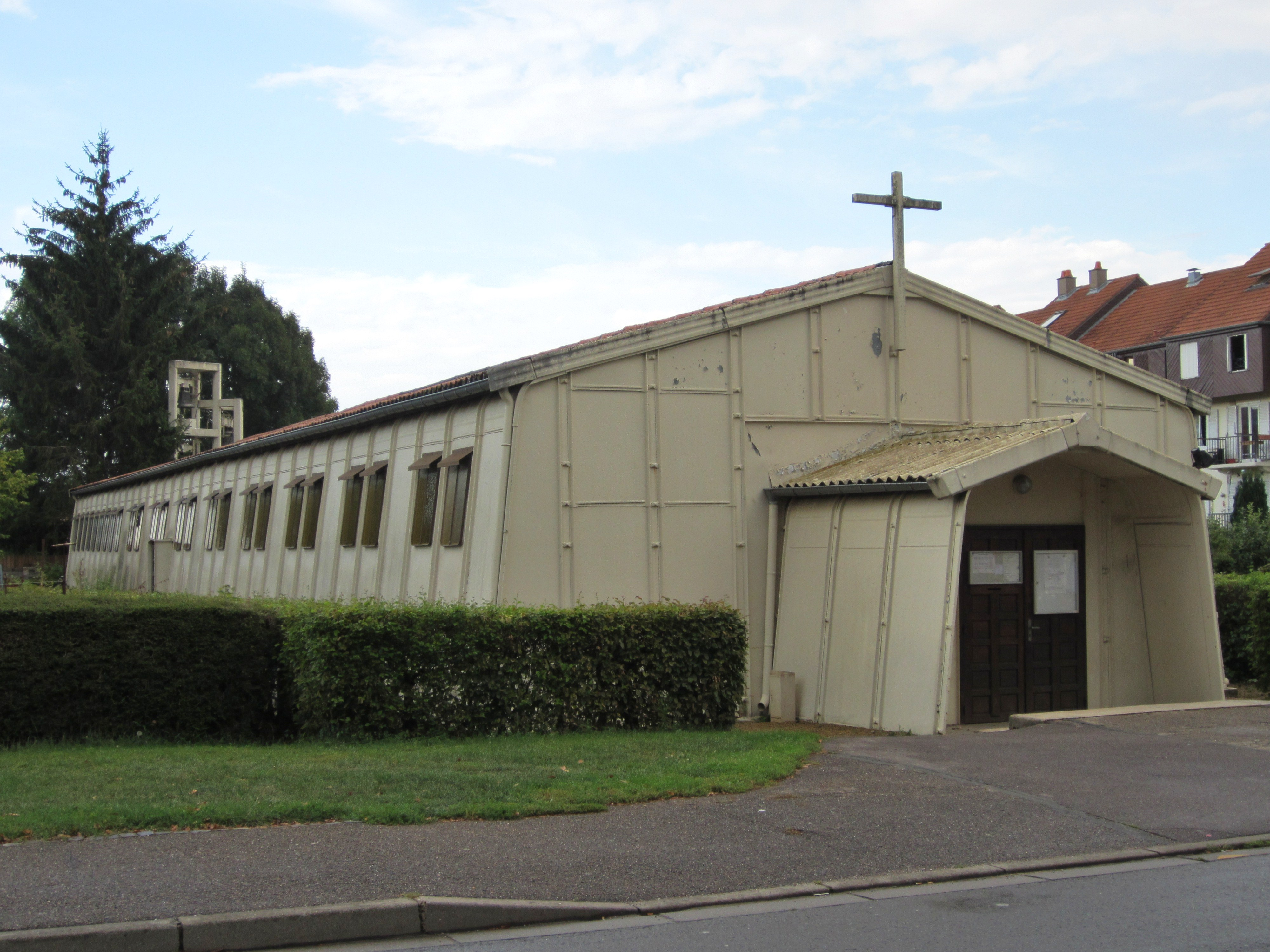
Chapelle Sainte-Bernadette aux Quatre bornes.

### Personnalités liées à la commune

#### Personnalités nées à Woippy
- Jean Poulmaire, (1773 à Woippy - 1836 à Thionville), homme politique.
- Vincent Gérard (1986-), champion du monde et champion olympique de handball français ;
- Joseph Janin (1851-1910), peintre verrier français.
- Marc Morgante (1962-), footballeur.
- Raphael Lecouturier (1984-), directeur du comité de sélection de Woippy.
- Jean Pormanove (1979-2025) youtubeur et streameur français.

#### Personnalités liées à Woippy
- Jean Ernest Kempnich (1882-1978), résistant français, horticulteur à Woippy ;
- René Paquet d’Hauteroche (1845-1927), historien local, auteur d'ouvrages sur la commune ;
- Jacques Henri Lefebvre de Ladonchamps (1727-1815), général français, seigneur de Ladonchamps.

### Blasonnement
| Blason de Woippy | Blason  | Parti ; au un, de gueules au dextrochère de carnation vêtu d’azur, tenant une épée haute d’argent garnie d’or, accostée de deux cailloux aussi d’or, mouvant d’un nuage d’argent; au deux, d’or au Graouilly de sable allumé d 'or. |
| Blason de Woippy | Détails | Sur le blason de Woippy figurent les armes du Chapitre de la cathédrale — l’épée de la décapitation de saint Paul, son patron, et les deux pierres de la lapidation de saint Étienne, patron de la cathédrale de Metz et de la paroisse de Woippy — à côté du célèbre Graoully. Les armes du Chapitre se retrouvent dans une douzaine de communes comme Argancy, Hagondange, Mécleuves Montigny-lès-Metz, Rémilly… et sans les pierres sur les blasons de Malancourt-la-Montagne, de Roncourt et de Jury. Le Graoully figure lui sous la même forme qu’à Woippy sur les blasons d’Ancy-sur-Moselle et d’Orny. Le statut officiel du blason reste à déterminer. |

## Représentations culturelles

### Culture internet
En avril 2022, à la suite d'un échange entre deux internautes sur les réseaux sociaux, la ville est devenue le sujet d'un mème. Plusieurs médias ont documenté et commenté ce phénomène internet, en France mais également dans d'autres pays comme la Suisse avec le média Tataki (créé par la RTS).